# Varietà, varietà
Varietà, varietà è stata una trasmissione radiofonica andata in onda su Rai Radio 1 dal 1983 al 1989 la domenica mattina dalle 10:15 alle 11:40 e fu il rifacimento della storica trasmissione Gran varietà. La prima puntata venne trasmessa il 6 novembre 1983 e l'ultima il 25 giugno 1989.

## Produzione
Realizzato da Federico Sanguigni – richiamato alla radio dopo il periodo passato in televisione, su Rai 3, come programmista – il programma non si discostava in linea di massima dal predecessore, Gran varietà e presentava alcune sostanziali modifiche: il cambio di rete – da Rai Radio 2 si passa al primo canale radiofonico – di orario d'inizio (alle 10:15 al posto delle 9:35) e la sospensione nei mesi estivi (terminava a giugno per riprendere a ottobre). Inoltre, ad eccezione di un'edizione composta da otto puntate, si ritornò al tradizionale ciclo trimestrale nel quale venivano rinnovati il cast di attori e cantanti. Vennero inoltre ripristinate le sigle di presentazione.
I conduttori furono sei: nelle prime tre edizioni – nel quale la trasmissione venne coprodotta dalla Rai insieme alla Radio Svizzera Italiana – furono Giorgio Bracardi e Daniela Grigioni (che presentava dagli studi di Comano, nei pressi di Lugano). Nel settembre 1984 Bracardi fu sostituito da Paolo Panelli, che condusse il programma per sei edizioni. Da settembre 1985 fino a giugno 1987 venne condotta ancora da Paolo Panelli con la figlia Alessandra Panelli, la quale condusse da sola tre edizioni da ottobre 1987 a giugno 1988, e infine, da ottobre 1988 a giugno 1989, da Oreste Rizzini e Daniela Poggi.
Ne andarono in onda 18 edizioni per un totale di 216 puntate. Tra gli attori ospiti delle varie edizioni si segnalano Paolo Ferrari, Valeria Valeri, Giancarlo Sbragia, Giovanna Ralli, Raffaele Pisu – con il "Tele Radio Postino" – Giacomo Furia, Gigi Reder, Gianni Bonagura, Eleonora Giorgi, Agostina Belli, Laura Antonelli, Paola Quattrini, lo stesso Oreste Rizzini – con una parodia de Il processo del lunedì di Aldo Biscardi, denominata Il processo della domenica – e diversi altri.
Ad eccezione della terza edizione, composta di 8 puntate, tutte le altre hanno cadenza trimestrale. Per le prime 12 edizioni, nei mesi di luglio, agosto e settembre la trasmissione non andava in onda, ma dal 28 giugno al 27 settembre 1987 vennero trasmesse edizioni estive dal titolo Varietà Varietà Estate, antologiche condotte per 14 settimane da Valeria Fabrizi e Riccardo Garrone, e dal 3 luglio al 16 ottobre 1988 per 16 puntate da Janet Agren e Riccardo Garrone. Dal 2 luglio al 22 ottobre 1989 andarono in onda 17 puntate dal titolo Varietà Varietà si chiude.
Infine, dal 10 ottobre 1987 al sabato al posto delle consuete repliche, vennero trasmesse puntate denominate Varietà Varietà Bis, per permettere di espletare un concorso settimanale, con repliche di brani della trasmissione domenicale, condotte ogni ciclo trimestrale prima da Daniela Poggi, poi Gloria Guida e infine Valeria Fabrizi fino al 2 luglio 1988, poi dal 19 novembre 1988 da Alba Cardilli e Walter Maestosi; poi Rodolfo Baldini e Laura Gianoli; ed infine Antonello Liegi e Bianca Toso fino al 1º Luglio 1989.
Furono numerosi anche gli ospiti musicali presenti alla trasmissione, tra i quali Eros Ramazzotti nel 1985, Al Bano e Romina Power nel 1987 e Tony Renis nel 1989.
Dieci attori hanno partecipato a entrambe le trasmissioni: Paolo Panelli, Giovanna Ralli (che recitava gli sketch in coppia con Giancarlo Sbragia), Silvio Spaccesi, Elio Pandolfi, Alida Chelli, Gino Bramieri, Carlo Giuffrè, Walter Chiari, Lando Buzzanca e Valeria Valeri, che qui recitava le scenette con Paolo Ferrari. Al momento, le Teche Rai non hanno ancora riproposto le registrazioni del programma.